# Rumen Ivanov
Rumen Ivanov (en búlgaro: Румен Иванов; 14 de septiembre de 1973-8 de noviembre de 2024) fue un futbolista búlgaro que jugó en la posición de delantero.

## Equipos
| Periodo   | Club                           |
| --------- | ------------------------------ |
| 1991–1994 | FC Etar                        |
| 1994–1996 | PFC Botev Plovdiv              |
| 1996      | PFC Levski Sofia               |
| 1996–1998 | BSC Young Boys                 |
| 1998–2000 | FC Aarau                       |
| 2001      | FC Baden                       |
| 2001–2003 | SV Waldhof Mannheim            |
| 2003      | PFC Botev Plovdiv              |
| 2004      | PFC Rodopa Smolyan             |
| 2004–2005 | FK Metalik Sopot               |
| 2005      | PFC Vihar Gorublyane           |
| 2006      | PFC Etar Veliko Tarnovo        |
| 2006      | FK Bali 2000                   |
| 2007      | Lyubimets 2007                 |
| 2008      | PFC Naftex Burgas              |
| 2008      | Frenaros FC 2000               |
| 2009      | PFC Etar Veliko Tarnovo        |
| 2010      | FC Zagorets Nova Zagora        |
| 2010      | FC Botev Krivodol              |
| 2011–2012 | FC Lokomotiv Gorna Oryahovitsa |

## Muerte
Ivanov murió de un ataque cardíaco en Sopot el 8 de noviembre de 2024 a los 51 años.

## Logros
- Goleador de la Challenge League en 1998 (24 goles).